# Racetrack Playa

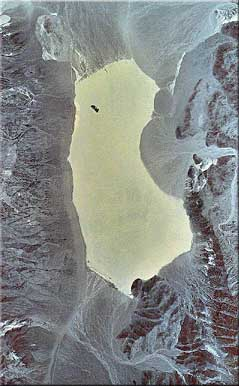
Image satellite de Racetrack Playa.

Racetrack Playa est un lac asséché de manière saisonnière (playa) des États-Unis situé au nord des Panamint Mountains, dans le parc national de la vallée de la Mort, en Californie, d'une longueur de 3,5 km. Cet endroit est connu pour ses rochers mobiles qui se déplacent à sa surface pour des raisons qui sont restées mystérieuses jusqu'en 2014.
Une hypothèse émise par des physiciens lors d'une étude sur site en 1995 serait que ces rochers sont poussés par le vent (des pointes à 145 km/h ont été enregistrées en hiver) ; de plus, on note la quasi absence de couche limite (inférieures à 5 cm) du fait de l'absence de végétation et de relief.
Finalement, une expérience menée de 2011 à 2014 montre l’existence en hiver d'un lac gelé recouvrant environ un tiers du site. Les couches de glace ont alors glissé vers les morceaux de roche, se cassant le plus souvent mais les déplaçant aussi progressivement.